# Madame de Maintenon

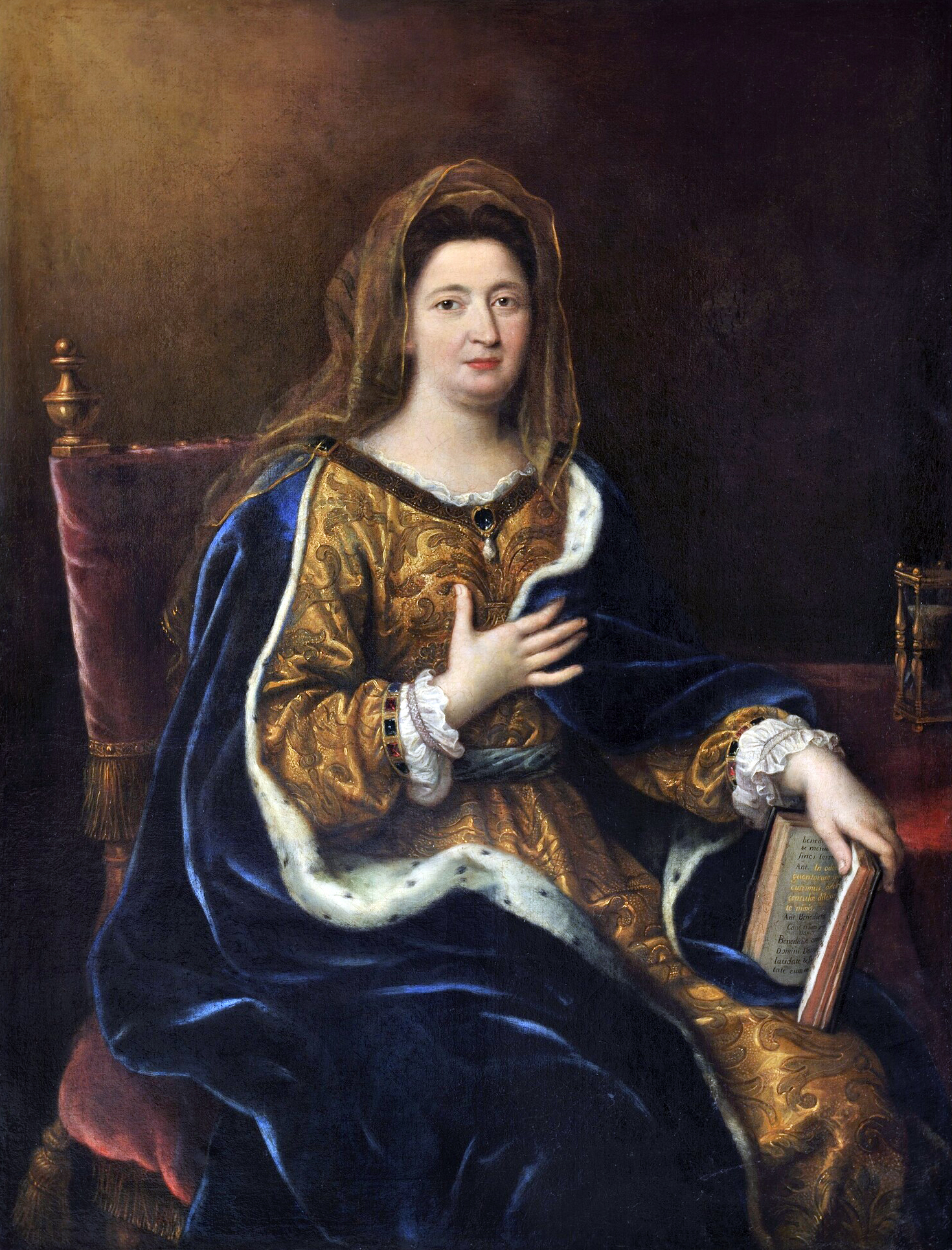
Madame de Maintenon.

Madame de Maintenon, nacida Françoise d'Aubigné (Niort, 27 de noviembre de 1635-Saint-Cyr-l'École, 15 de abril de 1719), fue amante del rey Luis XIV de Francia y su segunda esposa en matrimonio morganático y secreto. 
Convertida tras su primer matrimonio en Madame Scarron, más tarde recibió el título de marquesa de Maintenon, como fue conocida también desde entonces.

## Infancia

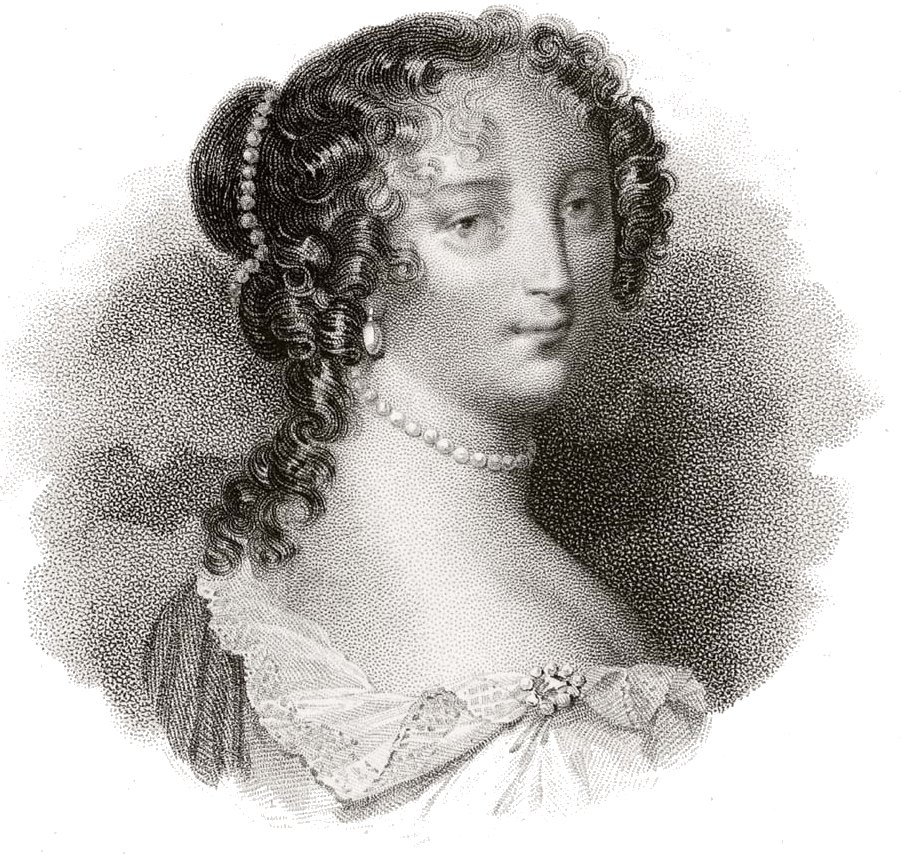
La joven Françoise d'Aubigné.

Nació en la cárcel de Niort, donde había sido encarcelado (como falsificador) su padre Constant d'Aubigné, hijo del famoso poeta calvinista Théodore Agrippa d'Aubigné. Nacida católica, siguió a sus padres a Guadalupe en las Antillas, donde su padre pensaba ser nombrado Gobernador de Marie-Galante: esta estancia le valió el apelativo de Belle indienne ('bella de las Indias'); sin embargo, el padre, defraudado en sus esperanzas, regresó a Francia dejando a su familia en las Antillas.
Ella volvió a Francia en 1645 con su madre, pero se encontró en la miseria hasta que fue recogida junto con dos de sus hermanos por su tía hugonote Madame de la Villette, en Mursay. En ese ambiente protestante, la niña vivió algunos años tranquilos hasta que se acordó de ella la madre de su madrina, Madame de Neuillant, que se la llevó a casa como sirvienta pero que, vistas las dificultades para atraerla de nuevo al catolicismo, la mandó a las Ursulinas, primero en Niort y luego en París, para que se reconvirtiera y renunciase definitivamente a la fe calvinista.

## Primer matrimonio
Tras la conversión al catolicismo, en abril de 1652, a los 17 años de edad, se le ofreció casarse con el poeta Paul Scarron (1610–1660), protegido de Madame de Neuillant, que era 25 años mayor que ella y estaba casi paralítico debido a una artritis deformante. Este ofreció a la joven la posibilidad de elegir entre casarse sin dote o proporcionarle él mismo una dote para que entrase en un convento. Parece que ante la propuesta, Françoise habría dicho que «es mejor casarse con él que terminar en un convento».
Se casó con él el 4 de abril de 1652. El matrimonio duró ocho años, durante los cuales Madame Scarron, faute de mieux, se convirtió en la animadora del salón literario y mundano inaugurado por su marido y al que asistían intelectuales de la época, entre ellos Jean Racine y Madame de Sévigné. Scarron le enseñó todo — y ella por su parte supo tejer una sólida red de relaciones, en la que entraba Athénaïs de Montespan, por ejemplo, que sería favorita entre 1667 y 1679 de Luis XIV, al que dio siete hijos.
En 1660, con 25 años, Françoise d'Aubigné quedó viuda, sin hijos. A pesar de haberle proporcionado una gran cultura, Scarron la dejó en cambio sin un céntimo. Pero durante su matrimonio Madame Scarron había capitalizado el arte de seducir y agradar, así como una red social importante, que dieron lugar a que Ana de Austria, esposa de Luis XIII y madre de Luis XIV, solicitada por amigos comunes, concediese a la viuda de Scarron una pequeña pensión. A la muerte de la reina madre, Madame de Montespan, a pesar de no ser todavía la favorita del rey, hizo confirmar su renta —las dos mujeres se habían reunido en casa del Mariscal de Albret—. Por fin, Madame de Montespan la convirtió en la institutriz de sus bastardos reales (Luis Augusto, Luis Alejandro), debido al hecho de que sabía divertirla y era discreta, pero sobre todo porque Françoise sabía que servir al rey suponía siempre una ganancia.

## Institutriz
En 1667 Madame Scarron aceptó el puesto de institutriz de los hijos ilegítimos del rey y de Madame de Montespan, prefiriendo este puesto al de dama de compañía de la Reina de Portugal, pues así podría permanecer en Versalles, a la sombra de la favorita del rey. Al final se estableció en Vaugirard, y allí vio por primera vez al rey, que había ido a ver a sus hijos.
En 1673, una vez legitimados los dos primeros hijos de Montespan, Madame Scarron se trasladó a Versalles con los niños. Al mismo tiempo que se alejaba de la amante oficial, Luis XIV se dejaba cautivar por el encanto de la gobernanta, dulce y siempre dispuesta tanto como la otra era una belleza egoísta y colérica.

## «Marquesa de Maintenon»
Según el diario del rey, la relación entre ambos empezó en 1675:

... il ya quelques jours, un gentilhomme de gris vêtu, peut-être un prince errant incognito entreprit durant la nuit une nymphe égarée dans le parc de Saint-Germain. Il savoit le nom de cette nymphe qu'elle étoit belle, bonne, pleine d'esprit mais sage. La nymphe cependant se laissa faire et ne lui refusa aucune faveur. Cette nymphe ressemblait à s'y méprendre à Mme Sc. ; et je crois deviner qui étoit le prince vêtu de gris. Ce prince est comme moi, il déteste les femmes légères, il honnit les prudes, il aime les sages.
Hace unos días un gentilhombre vestido de gris, tal vez un príncipe de incógnito, se topó por la noche con una ninfa que se había perdido en el parque de Saint-Germain. Él sabía el nombre de la ninfa, y sabía que era hermosa, buena, llena de espíritu, pero sabia. Sin embargo, la ninfa se dejó hacer y no le negó ningún favor. Ella era sorprendentemente parecida a la Sra. de Sc., y creo saber quién era el príncipe vestido de gris. Este príncipe es como yo, detesta a las mujeres ligeras, piensa mal de las que fingen modestia, ama a las mujeres sabias.

Por lo demás, ese mismo año —no se sabe si antes o después del encuentro con la «ninfa»— el rey había donado a Madame Scarron una suma importante para que esta pudiera comprar unas tierras de las que tomar el nombre. Ella eligió la propiedad de Maintenon, y el rey la proclamó Madame de Maintenon (señora de Maintenon), es más, marquesa de Maintenon, borrando de esta manera completamente el nombre del viejo poeta Scarron.
Ella cumplió tan bien su tarea que el rey le dio en 1680 el puesto de camarera de María Ana Cristina de Baviera, la esposa de Luis, el Gran Delfín de Francia (1661-1711).

## Matrimonio con el Rey Sol
Poco a poco Madame de Montespan había ido cayendo en desgracia, por lo que cuando murió la reina María Teresa, en 1683, el Rey decidió sancionar la relación de hecho establecida con Madame de Maintenon, como verdaderos «padres» de los niños de Madame de Maintenon, y se unieron en matrimonio morganático en una ceremonia secreta la noche del 9 al 10 de octubre (el matrimonio morganático se daba antiguamente entre personas de diferente estatus social —una noble y la otra no, en general— cada uno de ellos mantenía su estatus originario en la sociedad y los niños nacidos de este tipo de matrimonio no eran bastardos, pero tampoco legítimos).
El matrimonio siguió siendo secreto, pero después de un tiempo la corte empezó a murmurar: Ezequiel Spanheim, embajador de Brandeburgo escribía:

... Esta relación [entre el rey y la marquesa], que ha sido durante mucho tiempo atribuida únicamente a la consideración del rey y al espíritu y carácter agradables de la dama, se mostró entonces tan profunda e íntima que se propagó la voz de que el rey se había casado en secreto (...). Esta idea, que al principio fue considerada un mero chisme para ridiculizar dicho vínculo especial del Rey, empezó más tarde a parecer a muchos razonable, aunque nadie se atrevía a hablar de ello explícitamente. Los que están convencidos atribuyen tal relación a ciertas inclinaciones devotas del rey, a su deseo de mortificación de los sentidos y de penitencia por sus amores pecaminosos, y también al comportamiento particular de la dama, que primero logró conquistar plenamente la amistad y la confianza de Su Majestad y, a continuación, a inducirlo —por miedo a recaer en debilidades pasadas, o incluso considerando los daños que éstas le habían acarreado— a ser no sólo su confidente, sino también (si las habladurías son ciertas) la esposa legítima.

Se la atribuyó una gran influencia sobre el rey y la corte, que perdieron fastuosidad al ser ella toda rigor y austeridad. Se dijo que esta influencia fue la causa de la revocación del Edicto de Nantes en 1685 el cual, provocando el éxodo masivo de los protestantes y su capital, tuvo por efecto la ruina de las finanzas y la economía francesas y el desencadenamiento de la Guerra de Sucesión Española en 1701.
A pesar de haber sido acusada de ser la causa de todos los males, y de haber impuesto sin duda a la corte un clima de mayor devoción y rigor, los historiadores todavía se preguntan acerca de su verdadero papel y del peso de su influencia sobre el rey.
Memoriosa de sus propias privaciones juveniles, en 1686 fundó en Saint-Cyr (renombrado por ello, más tarde, Saint-Cyr-l'École), la Maison royale de Saint-Louis, un colegio femenino en el que niñas nobles pero pobres eran educadas con vistas al matrimonio y su futuro en el mundo, que así cultivadas y no ignorantes les sería más venturoso. Con la Revolución, el colegio fue transformado brevemente en una escuela para hijos de oficiales (1790-1793), después en un hospital militar (hasta 1808), hasta que por fin se convirtió en la Escuela Militar Especial de Saint-Cyr.
Durante los últimos 30 años de su vida, Madame de Maintenon se consagró a la institución que había creado y a la salvación de las almas, especialmente la del rey. Tres días antes de la muerte del soberano, en 1715, se retiró a Saint-Cyr, donde permaneció hasta su muerte en 1719.

## Epitafio
Ya muy mayor, dictó ella misma un brillante epitafio de su vida, a modo de estandarte triunfal sobre los chismes y la envidia ajenos:

Selon la longue expérience que j'ai accumulée maintenant que j'ai dépassé les 80 printemps, j'ai pu constater que la Vérité n'existe qu'en Dieu et que le reste n'est qu'une question de point de vue.
A lo largo de la experiencia que he acumulado —ya he superado las 80 primaveras—, he podido comprobar que la verdad existe solo en Dios, y el resto es solo una cuestión de puntos de vista.